# Bobsleigh als Jocs Olímpics d'Hivern de 1948 - Quatre homes
Als Jocs Olímpics d'Hivern de 1948 celebrats a la ciutat de Sankt Moritz (Suïssa) es disputà una prova de bobsleigh de quatre homes, que juntament amb la prova de dos homes formà part del programa oficial de bobsleigh de l'any 1948. La competició tingué lloc entre els dies 6 i 7 de febrer de 1948 a les instal·lacions de Sankt Moritz.

## Comitès participants
Hi participaren un total de 60 competidors de 9 comitès nacionals diferents.
| - Argentina (4) - Bèlgica (4) - Estats Units (8) - França (8) - Itàlia (8) |  | - Noruega (8) - Regne Unit (8) - Suïssa (8) - Txecoslovàquia (4) |

## Resum de medalles
| Or                                                                                    | Argent                                                                                 | Bronze                                                                             |
| Estats Units · USA IIFrancis Tyler · Patrick Martin · Edward Rimkus · William D'Amico | Bèlgica · Bèlgica IMax Houben · Freddy Mansveld · Louis-Georges Niels · Jacques Mouvet | Estats Units · USA IJames Bickford · Thomas Hicks · Donald Dupree · William Dupree |

## Resultats
|    | Equip                             | Participants                                                             | Ronda 1 | Ronda 2 | Ronda 3 | Ronda 4 | Final  |
| -- | --------------------------------- | ------------------------------------------------------------------------ | ------- | ------- | ------- | ------- | ------ |
| 1  | Estats Units · USA II             | Francis Tyler, Patrick Martin, Edward Rimkus i William D'Amico           | 1:17.1  | 1:19.6  | 1:21.4  | 1:22.0  | 5:20.1 |
| 2  | Bèlgica · Bèlgica I               | Max Houben, Freddy Mansveld, Louis-Georges Niels i Jacques Mouvet        | 1:17.3  | 1:20.9  | 1:22.0  | 1:21.1  | 5:21.3 |
| 3  | Estats Units · USA I              | James Bickford, Thomas Hicks, Donald Dupree i William Dupree             | 1:17.4  | 1:20.7  | 1:21.8  | 1:21.6  | 5:21.5 |
| 4  | Suïssa · Suïssa I                 | Fritz Feierabend, Friedrich Waller, Felix Endrich i Heinrich Angst       | 1:16.9  | 1:21.2  | 1:22.3  | 1:21.7  | 5:22.1 |
| 5  | Noruega · Noruega I               | Arne Holst, Ivar Johansen, Reidar Berg i Alf Large                       | 1:17.3  | 1:20.8  | 1:21.4  | 1:23.0  | 5:22.5 |
| 6  | Itàlia · Itàlia I                 | Nino Bibbia, Giancarlo Ronchetti, Edilberto Campadese i Luigi Cavalieri  | 1:18.2  | 1:20.8  | 1:22.1  | 1:21.9  | 5:23.3 |
| 7  | Regne Unit · Regne Unit I         | William Coles, William McLean, Raymond Collings i George Holliday        | 1:18.5  | 1:20.9  | 1:22.5  | 1:23.0  | 5:23.3 |
| 8  | Suïssa · Suïssa II                | Franz Kapus, Werner Spring, Bernhard Schilter i Paul Eberhard            | 1:17.6  | 1:20.8  | 1:22.3  | 1:24.7  | 5:25.5 |
| 9  | França · França I                 | René Charlet, Jean Morin, Jacques Descatoire i Amédée Ronzel             | 1:18.9  | 1:22.2  | 1:23.8  | 1:24.5  | 5:29.4 |
| 10 | Noruega · Noruega II              | Bjarne Schrøen, Gunnar Thoresen, Arnold Dyrdahl i Benn John Valsø        | 1:20.0  | 1:22.6  | 1:23.6  | 1:23.5  | 5:29.7 |
| 11 | Itàlia · Itàlia II                | Nino Rovelli, Enrico Airoldi, Vittorio Folonari i Remo Airoldi           | 1:19.8  | 1:22.8  | 1:23.2  | 1:24.4  | 5:30.2 |
| 12 | Argentina · Argentina I           | Justo del Carril, Salvador Correa, Marcello de Ridder i Héctor Tomasi    | 1:20.5  | 1:23.4  | 1:24.5  | 1:24.5  | 5:32.9 |
| 13 | França · França II                | Gilbert Achart-Picart, Félix Bonnat, Louis Saint-Calbre i Henri Evrot    | 1:20.7  | 1:24.7  | 1:24.7  | 1:25.3  | 5:35.4 |
| 14 | Txecoslovàquia · Txecoslovàquia I | Max Ippen, František Zajíšek, Ivan Šipajlo i Eduard Novotný              | 1:20.6  | 1:24.1  | 1:25.4  | 1:25.4  | 5:35.5 |
| 15 | Regne Unit · Regne Unit II        | Richard Jeffrey, Edgar Meddings, George Powell-Sheddon i James Iremonger | 1:20.8  | 1:24.3  | 1:29.8  | 1:26.2  | 5:41.1 |